# Де Смет де Нейер, Поль
Поль Жозеф, граф де Смет де Нейер (нидерл. Paul Joseph graaf de Smet de Naeyer) (13 мая 1843 — 9 сентября 1913) — бельгийский католический политический деятель. Глава правительства Бельгии с 25 февраля 1896 по 24 января 1899 и с 5 августа 1899 по 2 мая 1907.

## Биография
Родился в Генте, сын хлопкового промышленника, сам был промышленником и банкиром. В его собственности было несколько угольных шахт.
Представлял Гент в Палате представителей с 1886 до 1908 года, был членом Сената по 1908 до 1913 года. Занимал посты в различных кабинетах: министра финансов (1894 — 1896, 1899 — 1907). Возглавлял правительство в 1896 — 1899 и снова в 1899 — 1907 годах.